# Varpasaari (ö i Södra Savolax, S:t Michel, lat 61,71, long 26,52)
Varpasaari är en ö i Finland. Den ligger i sjön Suontee och i kommunen Hirvensalmi i den ekonomiska regionen  S:t Michel och landskapet Södra Savolax, i den södra delen av landet, 190 km nordost om huvudstaden Helsingfors. Öns area är 7 hektar och dess största längd är 470 meter i nord-sydlig riktning.